# Lasso Coulibaly
Lasso Coulibaly (Bouaké, 19 ottobre 2002) è un calciatore ivoriano, centrocampista dell'Auxerre.

## Carriera
Cresciuto calcisticamente nella Right to Dream Academy, nel febbraio 2021 è approdato in Europa ai danesi del Nordsjælland, che lo hanno aggregato al proprio settore giovanile. Il 18 luglio successivo ha esordito in prima squadra, in occasione dell'incontro di campionato perso per 1-2 contro il Viborg. Cinque giorni dopo ha firmato il suo primo contratto da professionista con la squadra.
Nel 2024 si è trasferito nella prima divisione francese all'Auxerre.

## Statistiche

### Presenze e reti nei club
Statistiche aggiornate al 22 aprile 2025.
| Stagione            | Squadra             | Campionato          | Campionato | Campionato | Coppe nazionali | Coppe nazionali | Coppe nazionali | Coppe continentali | Coppe continentali | Coppe continentali | Altre coppe | Altre coppe | Altre coppe | Totale | Totale |
| Stagione            | Squadra             | Comp                | Pres       | Reti       | Comp            | Pres            | Reti            | Comp               | Pres               | Reti               | Comp        | Pres        | Reti        | Pres   | Reti   |
| ------------------- | ------------------- | ------------------- | ---------- | ---------- | --------------- | --------------- | --------------- | ------------------ | ------------------ | ------------------ | ----------- | ----------- | ----------- | ------ | ------ |
| 2021-2022           | Nordsjælland        | SL                  | 23         | 0          | CD              | 2               | 0               |                    | -                  | -                  |             | -           | -           | 25     | 0      |
| 2022-2023           | Nordsjælland        | SL                  | 20         | 2          | CD              | 6               | 1               |                    | -                  | -                  |             | -           | -           | 26     | 3      |
| giu.-ago. 2023      | Nordsjælland        | SL                  | 2          | 0          |                 | -               | -               | UECL               | 1                  | 0                  |             | -           | -           | 3      | 0      |
| Totale Nordsjælland | Totale Nordsjælland | Totale Nordsjælland | 45         | 2          |                 | 8               | 1               |                    | 1                  | 0                  |             | -           | -           | 54     | 3      |
| 2023-2024           | Randers             | SL                  | 26         | 4          | CD              | 2               | 0               |                    | -                  | -                  |             | -           | -           | 28     | 4      |
| 2024-2025           | Auxerre             | L1                  | 2          | 1          | CF              | 0               | 0               |                    | -                  | -                  |             | -           | -           | 2      | 1      |
| Totale carriera     | Totale carriera     | Totale carriera     | 73         | 7          |                 | 10              | 1               |                    | 1                  | 0                  |             | -           | -           | 84     | 8      |